# Bälgnacksteklar
Bälgnacksteklar (Mymarommatidae) är en familj av steklar som beskrevs av Debauche 1948. Enligt Catalogue of Life ingår bälgnacksteklar i överfamiljen Serphitoidea, ordningen steklar, klassen egentliga insekter, fylumet leddjur och riket djur, men enligt Dyntaxa är tillhörigheten istället ordningen steklar, klassen egentliga insekter, fylumet leddjur och riket djur. Enligt Catalogue of Life omfattar familjen Mymarommatidae 11 arter. 
Bälgnacksteklar är enda familjen i överfamiljen Serphitoidea.
Kladogram enligt Catalogue of Life och Dyntaxa:
| bälgnacksteklar | \| \| Archaeromma \| \| \| \| \| \| Mymaromma \| \| \| \| \| \| Palaeomymar \| \| \| \| |
|                 | \| \| Archaeromma \| \| \| \| \| \| Mymaromma \| \| \| \| \| \| Palaeomymar \| \| \| \| |
|                 | Archaeromma                                                                             |
|                 |                                                                                         |
|                 | Mymaromma                                                                               |
|                 |                                                                                         |
|                 | Palaeomymar                                                                             |
|                 |                                                                                         |